# Nine Track Mind
Nine Track Mind là album phòng thu đầu tay của nam ca sĩ Charlie Puth, phát hành trên thị trường vào ngày 29 tháng 1 năm 2016, bởi hãng đĩa Atlantic Records. Trước đó album được dự kiến phát hành vào ngày 6 tháng 11 năm 2015.
Đĩa đơn đầu tiên từ album, "Marvin Gaye," hợp tác với ca sĩ người Mỹ Meghan Trainor, được phát hành ngày 10 tháng 2 năm 2015. Bài hát đã đạt đến vị trí thứ 21 trên bảng xếp hạng Billboard Hot 100 và đứng đầu các bảng xếp hạng ở châu Âu, Ireland, New Zealand, Scotland và Vương quốc Anh. Đĩa đơn thứ hai từ album, "One Call Away," được phát hành ngày 20 tháng 8 năm 2015.
| Đánh giá chuyên môn  | Đánh giá chuyên môn |
| Điểm trung bình      | Điểm trung bình     |
| Nguồn                | Đánh giá            |
| -------------------- | ------------------- |
| Metacritic           | 37/100              |
| Nguồn đánh giá       |                     |
| Nguồn                | Đánh giá            |
| AllMusic             | [ 4 ]               |
| Entertainment Weekly | C+                  |
| The Guardian         | [ 6 ]               |
| Idolator             | [ 7 ]               |
| Newsday              | B-                  |
| The Observer         | [ 9 ]               |
| Pitchfork Media      | 2.5/10              |
| Q                    | [ 3 ]               |
| Spin                 | 3/10                |
| Toronto Sun          | 2.5/5               |

## Danh sách bài hát
| STT | Nhan đề                                            | Sáng tác                                                                                   | Producer(s)                     | Thời lượng |
| --- | -------------------------------------------------- | ------------------------------------------------------------------------------------------ | ------------------------------- | ---------- |
| 1.  | "One Call Away"                                    | Charles Otto Puth Justin "DJ Frank E" Franks Maureen Anne McDonald Matt Prime Breyan Isaac | DJ Frank E Matt Prime           | 3:12       |
| 2.  | "Dangerously"                                      | Puth                                                                                       |                                 |            |
| 3.  | "Marvin Gaye" (hợp tác với Meghan Trainor)         | Puth Julie Frost Jacob Luttrell Nick Seeley                                                | Puth                            | 3:07       |
| 4.  | "Losing My Mind"                                   |                                                                                            |                                 |            |
| 5.  | "We Don't Talk Anymore" (hợp tác với Selena Gomez) |                                                                                            | Puth                            |            |
| 6.  | "My Gospel"                                        |                                                                                            |                                 |            |
| 7.  | "Up All Night"                                     |                                                                                            |                                 |            |
| 8.  | "Left Right Left"                                  | Puth Franks Paris Jones Geoffrey Earley Marc Griffin                                       | Puth Justin "DJ Frank E" Franks |            |
| 9.  | "Then There Was You"                               |                                                                                            |                                 |            |
| 10. | "Suffer"                                           | Puth Breyan Stanley Isaac                                                                  | Puth                            | 3:30       |
| 11. | "As You Are" (hợp tác với Shy Carter)              | Rick Parkhouse George Tizzard                                                              | Red Triangle                    |            |
| 12. | "Some Type of Love"                                | Puth David Brook                                                                           | Puth                            | 3:05       |

| Phiên bản tại Nhật Bản | Phiên bản tại Nhật Bản                       | Phiên bản tại Nhật Bản                                  | Phiên bản tại Nhật Bản                       | Phiên bản tại Nhật Bản |
| STT                    | Nhan đề                                      | Sáng tác                                                | Sản xuất                                     | Thời lượng             |
| ---------------------- | -------------------------------------------- | ------------------------------------------------------- | -------------------------------------------- | ---------------------- |
| 13.                    | "I Won't Tell a Soul"                        | Puth Jacob Kasher Hindlin                               | Puth                                         | 3:08                   |
| 14.                    | "See You Again" (với Wiz Khalifa)            | Puth Franks Cameron Jibril Thomaz Andrew Cedar          | Puth Justin "DJ Frank E" Franks Andrew Cedar | 3:49                   |
| 15.                    | "Nothing but Trouble" (với Lil Wayne)        | Puth Dwayne Michael Carter Will Lobban-Bean             | Puth Cook Classics                           | 3:38                   |
| 16.                    | "Marvin Gaye" (phối lại)(hợp tác với Wale)   | Puth Frost Luttrell Seeley Olubowale Victor Akintimehin | Puth                                         | 3:30                   |
| 17.                    | "One Call Away" (phối lại)(hợp tác với Tyga) | Puth Franks McDonald Prime Michael Ray Nguyen-Stevenson | DJ Frank E Matt Prime                        | 3:12                   |
| 18.                    | "See You Again" (phiên bản hát đơn)          | Puth Franks                                             | Puth DJ Frank E                              | 3:40                   |

## Xếp hạng
| Chart (2016)                             | Peak position |
| ---------------------------------------- | ------------- |
| Album Úc (ARIA)                          | 8             |
| Album Áo (Ö3 Austria)                    | 17            |
| Album Bỉ (Ultratop Vlaanderen)           | 17            |
| Album Bỉ (Ultratop Wallonie)             | 17            |
| Album Canada (Billboard)                 | 5             |
| Album Cộng hòa Séc (ČNS IFPI)            | 33            |
| Album Đan Mạch (Hitlisten)               | 6             |
| Album Hà Lan (Album Top 100)             | 13            |
| Album Phần Lan (Suomen virallinen lista) | 43            |
| Album Pháp (SNEP)                        | 5             |
| Album Đức (Offizielle Top 100)           | 36            |
| Album Ireland (IRMA)                     | 18            |
| Album Ý (FIMI)                           | 21            |
| Japanese Albums (Oricon)                 | 17            |
| Album New Zealand (RMNZ)                 | 2             |
| Album Na Uy (VG-lista)                   | 18            |
| Album Ba Lan (ZPAV)                      | 24            |
| Album Scotland (OCC)                     | 6             |
| South African Albums (RISA)              | 7             |
| South Korean Albums (Gaon)               | 33            |
| South Korean Albums International (Gaon) | 3             |
| Album Tây Ban Nha (PROMUSICAE)           | 21            |
| Album Thụy Điển (Sverigetopplistan)      | 24            |
| Album Thụy Sĩ (Schweizer Hitparade)      | 10            |
| Taiwanese Albums (Five Music)            | 1             |
| Album Anh Quốc (OCC)                     | 6             |
| Album Hoa Kỳ Billboard 200               | 6             |

## Chứng nhận
| Quốc gia                                                                           | Chứng nhận | Số đơn vị/doanh số chứng nhận |
| ---------------------------------------------------------------------------------- | ---------- | ----------------------------- |
| Japan                                                                              | —          | 11,441                        |
| South Korea                                                                        |            | 1,580                         |
| Thụy Điển (GLF)                                                                    | Gold       | 20,000‡                       |
| Anh Quốc (BPI)                                                                     | Silver     | 60.000‡                       |
| Hoa Kỳ (RIAA)                                                                      | Gold       | 500,000                       |
| * Chứng nhận dựa theo doanh số tiêu thụ. ^ Chứng nhận dựa theo doanh số nhập hàng. |            |                               |

## Lịch sử phát hành
| Khu vực | Ngày                | Nhãn hiệu        | Định dạng          |
| ------- | ------------------- | ---------------- | ------------------ |
| Hoa Kỳ  | 29 tháng 1 năm 2016 | Atlantic Records | CD tải kỹ thuật số |